# Miconia racemosa
Pour les articles homonymes, voir Radié macaque.
Espèce
Synonymes
Selon Tropicos (8 septembre 2024)
- Acinodendron racemosum (Aubl.) Kuntze
- Hartigia oblongifolia Miq.
- Hartigia spectabilis Miq.
- Melastoma croceum Spreng.
- Melastoma racemosum Aubl. - Basionyme
- Melastoma venosum Sessé & Moc.
- Miconia brachypoda DC.
- Miconia circumsecta Macfad.
- Miconia racemosa var. brachypoda (DC.) Cogn.
- Miconia racemosa var. lanceolata Naudin
- Miconia serrulata Macfad. ex Griseb.
- Miconia verruculosa Steud. ex Triana
- Miconia verticillata Macfad.
- Tamonea racemosa (Aubl.) O.F. Cook & G.N. Collins

Selon GBIF (8 septembre 2024)
- Acinodendron racemosum (Aubl.) Kuntze
- Hartigia oblongifolia Miq.
- Hartigia spectabilis Miq.
- Melastoma croceum Spreng.
- Melastoma racemosum Aubl. - Basionyme
- Melastoma venosum Sessé & Moc.
- Miconia brachypoda DC.
- Miconia ciliata Benth.
- Miconia circumsecta Macfad.
- Miconia racemosa var. brachypoda (DC.) Cogn.
- Miconia racemosa var. lanceolata Naudin
- Miconia serrulata Macfad.
- Miconia serrulata Macfad. ex Griseb.
- Miconia verruculosa Steud.
- Miconia verruculosa Steud. ex Triana
- Miconia verticillata Macfad.
- Tamonea racemosa (Aubl.) O.F.Cook & G.N.Collins

Miconia racemosa est une espèce de plantes à fleurs de la famille des Melastomataceae. C'est un arbuste trouvé en Amérique.
Il est connu en Guyane sous le nom de radié macaque (créole).

## Description

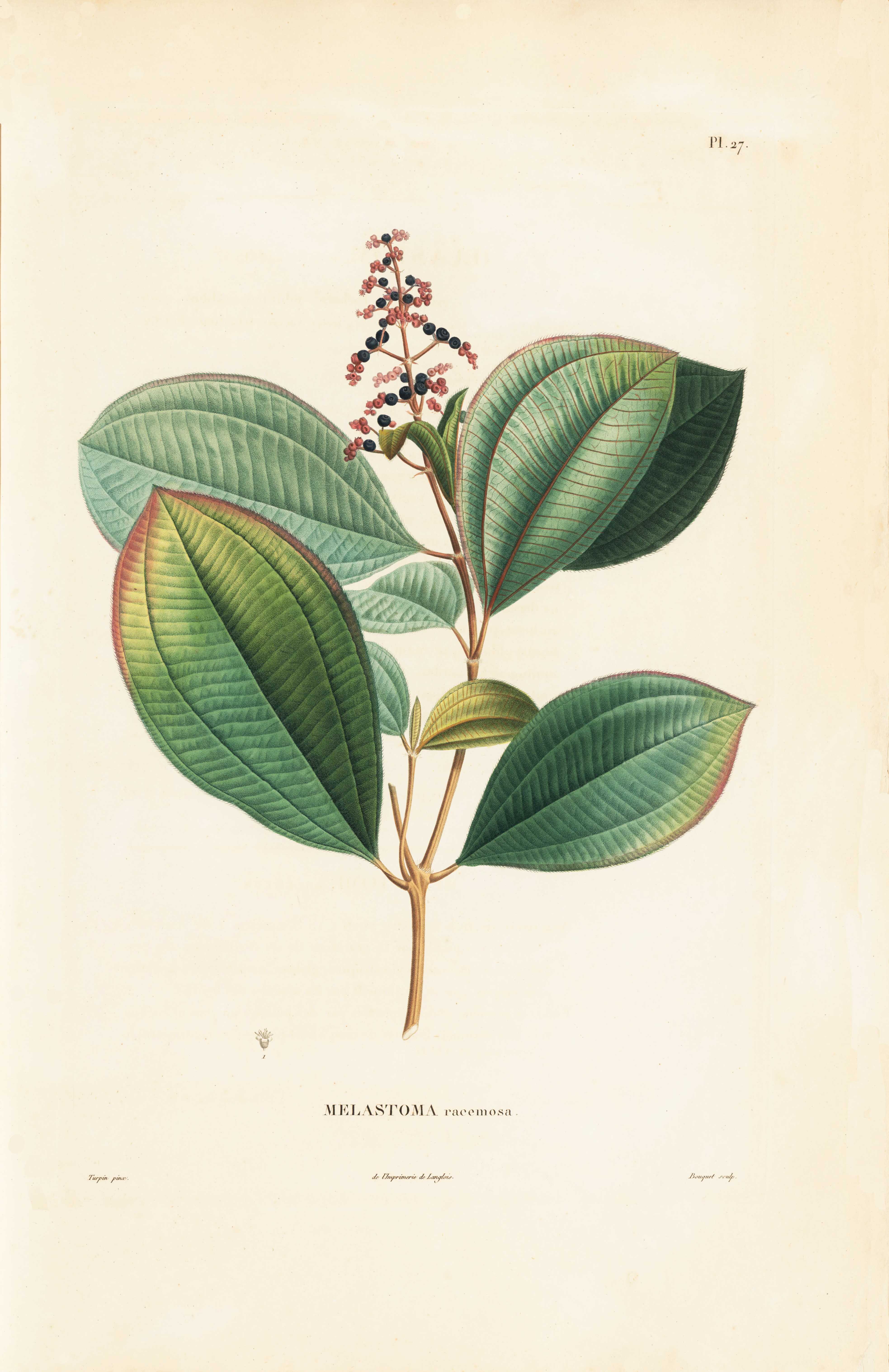
Miconia racemosa par Turpin (1816).

Miconia racemosa est une d'arbuste haut de 2 à 5 m, présentant les caractéristiques florales générales de Miconia ciliata.
Les rameaux sont glabres dans les entre-nœuds, densément finement sétosés aux nœuds.
Les limbes sont obovales-elliptiques à elliptiques-oblongs, à apex aigu à court-acuminé, à base largement aiguë à obtuse, mesurant 12-23 × 6-11 cm, solidement chartacés et densément ciliolés-serrés, la surface supérieure finement sétulosée sur les nervures primaires et glabre ou peu barbelée-strigulose et stellaire-pubuleuse sur les bords extrêmes, la surface inférieure finement sétulosée sur les nervures primaires et glabre en surface, avec 5 nervures à la base.
Les pétioles sont longs de (1-)2-6 cm.
L'inflorescence est largement oblongue, avec des branches jusqu'à 5 cm de long.

En 1953, Lemée en propose la description suivante de Miconia racemosa :

« M. racemosa Dec. (Melastoma r. Aubl.). Arbrisseau à Jeunes rameaux 4-gônes d'abord poilus puis glabres ; feuilles de 0,12-0,22 sur 0,05-0,11, pétiolées, oblongues ou elliptiques aiguës ou acuminées, à base aiguë ou subobtuse, denticulées ciliées glabres sur les 2 faces ou un peu pubescentes sur les nervures, 5-nervées ; panicules terminales ou dépassées par des pousses latérales, glabres ou presque, à ramifications opposées ou verticillées, fleurs sessiles, calice de 2 mm., glabre subglobuleux, sépales très petits, pétales blancs inéquilatéraux et tronqués à l'apex, étamines roses, à connectif non appendiculé, style de 2 mm., tronqué ; baie globuleuse à diamètre de 7 mm., pourpre ou noire luisante. - Maroni (Camp Godebert) herbier Lemée : Cayenne (Maringouins), Orapu. »

— Albert Lemée, 1953.

## Répartition
Miconia racemosa est présent du sud des Antilles jusqu'au Brésil, en passant par le Venezuela, le Guyana, le Suriname, et la Guyane.

## Écologie
Miconia racemosa pousse au Venezuela dans les basses terres et forêts secondaires à feuilles persistantes, près du niveau de la mer jusqu'à 100 m d'altitude.

## Usages
Miconia racemosa est employé en Guyane chez les créoles pour cicatriser les vieilles plaies infectées qui ne se referment pas, en les lavant avec la décoction de feuilles et en cataplasme.

## Protologue

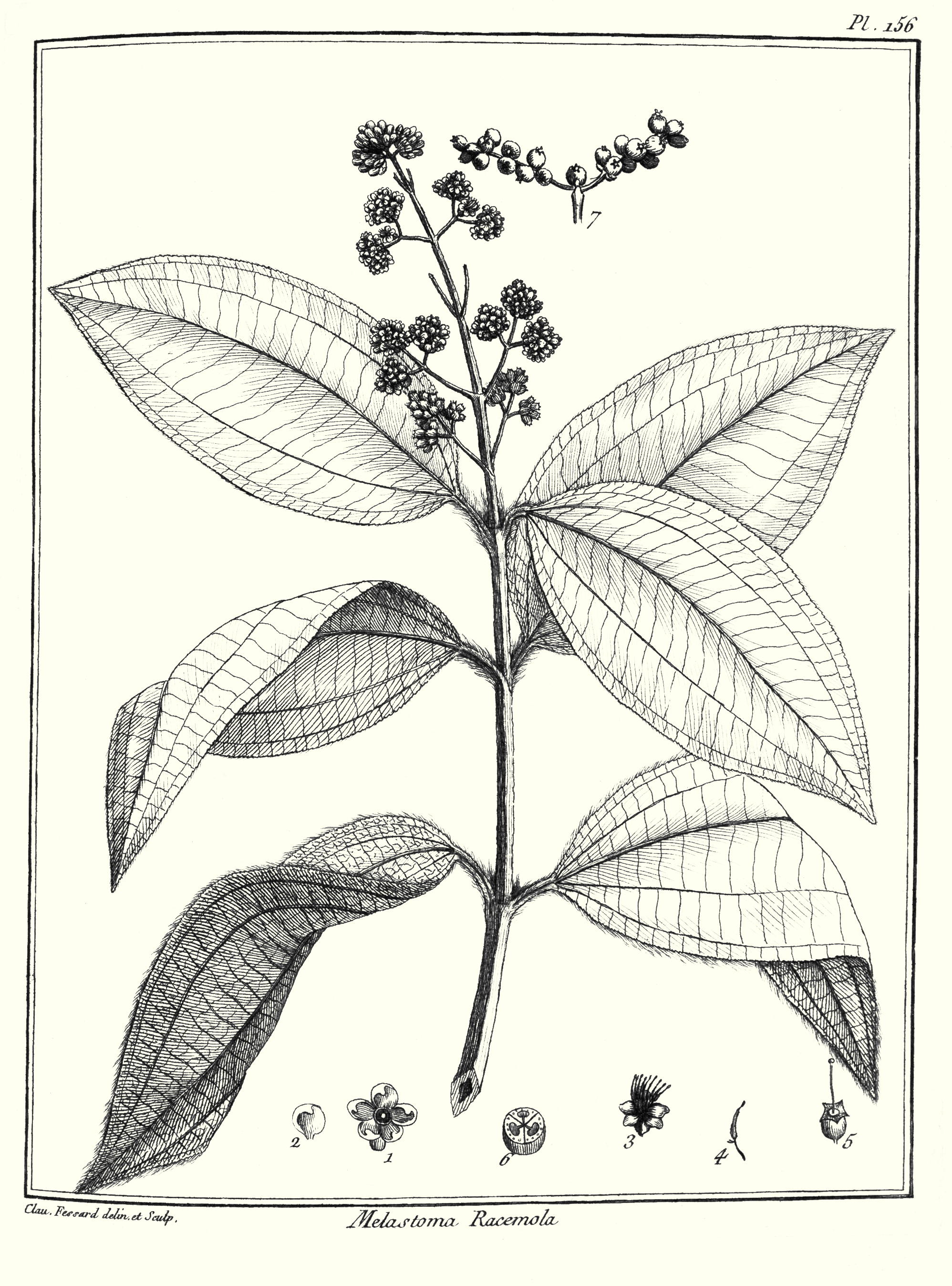
Miconia racemosa par Aublet (1775) 1. Corolle. - 2. Pétale. - 3. Fleur épanouie. - 4. Étamine. - 5. Ovaire. Diſque. Style, Stigmate. - 6. Baie coupée en travers. - 7. extrémité d'un rameau de fruit de grandeur naturelle.

En 1775, le botaniste Aublet a décrit Miconia racemosa et en a proposé le protologue suivant : 

« 4- MELASTOMA (racemoſa) foliis ovatis, quinquenerviis, petiolis & limbis foliorum villoſis. (TABULA 156.) 
Planta octo-pedalis, caules plures, tetragonos, rectos,in ſummitate ramoſos, e radice perenni emittens. Folia oppoſita, ovato-acuta, ſubſerrata, margine piloſo, quinquenervia, nervis & nervulis purpuraſcentibus, petiolata, petiolo brevi, villoſo. Flores ſeſſiles, racemoſi, terminales ; racemulis ſubſpicatis. Corolla alba, perala margine ſuperiori revoluta. Stamina decem, quinquelongiora. Pericarpium : bacca calici adnata, violacea, & ipſius denticulis coronary trilocularis.
Floret variis anni temporibus.
Habitat in Guiana ad ripas rivulorum.
Nomen Gallicum azier macaque.

LE MELASTOME à grappes. (PLANCHE 156.)
Cet arbrisseau pouſſe des tiges rameuſes, à quatre angles, qui s'élèvent de ſept à huit pieds, couvertes d'une écorce verte, & renferment dans leur centre une moelle blanche ; lorſqu'on les coupe, la partie coupée prend une couleur violette. 
Les feuilles ſont deux à deux, oppoſées, & diſpoſées en croix, vertes en deſſus, & bordées de poils. Les plus grandes ont huit pouces de longueur, & trois de largeur ; elles ſont marquées en deſſous par cinq nervures rouges, longitudinales, ſaillantes, entre leſquelles il, en a pluſieurs tranſverſales, auſſi rouges & apparentes. Leur pédicule eſt rouge, long d'un pouce, creuſé en gouttiere à ſa face ſupérieure, & convexe en deſſous ; il eſt garni de poils à ſa nailfance ainſi que les deux côtes de la tige qui répondent. 
Les fleurs naiſſent ſur de longues grappes a l'extrémité des tiges & des rameaux, elles ſont rangées ſur les rameaux & la grappe en forme de petits épis. 
Le calice eſt en forme de coupe, arrondi à ſa baſe, évaſé a ſon limbe, qui eſt marqué de cinq petits corps verdâtres. 
Les pétales ſont cinq, très petits, de couleur blanche, arrondis, & un peu concaves, attaches par un onglet rougeâtre entre les corps qui terminent le limbe du calice. 
Les étamines ſont au nombre de dix, de couleur rougeâtre, rangées ſur un diſque au deſſous de l'inſertion des pétales ; cinq ſont plus grandes, &cinq ſont plus petites. Leurs filets ſont larges par le bas, & efiles par le haut ou s'articule une anthère fourchue à ſa baſe, & terminée par un feuillet concave & aigu ; elle eſt à deux loges qui s'ouvrent chacune en deux valves. 
Le piſtil eſt un ovaire arrondi, ſurmonté d'un style, terminé par un stigmate obtus. 
L'ovaire, conjointement avec le calice, devient une petite baie ſucculente à trois loges, de couleur violette, remplie de menues semences attachées a un placenta qui eſt dans l'angle de chaque loge. »

— Fusée-Aublet, 1775.